# Јерменски муфлон
Јерменски муфлон (јерм. հայկական մուֆլոն, перс. گوسفند وحشی ارمنی), исто тако позната и као Јерменска овца, Јерменска дива овца, Јерменска црвена овца, or Транскавкаска овца (Ovis orientalis gmelini) је угрожена подврста муфлона ендемична у Ирану, Јермиенија и Нахчиван (Азербејџан).

## Номенклатура
Јерменски муфлон је први пут био описан 1840. године од стране Едварда Блита, који су га изједначили са "Orientalische Schaaf" (Оријентална овца) описана од стране Самуела Гмелина 1774. године.

## Дистрибуција и популација
O. o. gmelini је распострењен на северозападу Ирана. Јерменски муфлони били су пренесени на острво Кабудан (Kaboodan) крај језера Урмија 1895. и 1906. године од стране једног од првих гувернера Иранског Азербејџана. Према научним истраживањима спроведеним 1970-их година на острву показало се да је њихов број 1970. године био око 3.500 и да је 1973. године опао на 1.000 јединки. 2004. године 1.658 јерменских дивљих овци је било избројено у Ангуранскатом заштитној области у иранској покрајини Занџан.
O. o. gmelini је такође распострењен у покрајини Сјуник у јужној Јерменији (и у мањем броју и провинцијама Арарат и Вајоц Џор). Према истраживању из 2009. године, у Јерменији је било "једва и 200" муфлона.
Процењује се да се у Републици Нахчиван у Азербејџану налази између 250 и 300 муфлона.

## Животна средина
Иранска црвена овца најчешће живе на отвореном грубом терену на средњој или високој надморској висини, где се најчешће насељавају у каменита брда, ниске планинске степе, камените полу-пустиње и падине прекривене травом и алпским пашњацима. Лето проводе на највишим надморским висинама од око 6.000 m, одмах испод трајног снега. Зими се спуштају ниже и одлазе у долине. Живе у малим или великим групама, а лети старији мушкарци живе појединачно или у посебним групама. Живе до 18 година.

## Мере заштите
O. o. gmelini је уврштен у категорију l Црвеног списка МУЗП-а. Зоолошки завод Јерменије покренуо је програм за њихово премештање, у циљу проширења природног резервата Косровског природног резервата, претвори Орбубадско светилиште у државни за резерват за контролу стоке и смањења криволова. Од 2011. године казна за ловљење јерменског муфлона износи 3 милиона драма (око 8.000 долара).
У Ирану лов на O. o. gmelini је дозвољен само уз дозволу, изван заштићених подручја, између септембра и фебруара. У заштићеним подручјима је испаша домаћих животиња строго контролисана.